# Wolkersdorf im Weinviertel
Wolkersdorf im Weinviertel osztrák város Alsó-Ausztria Mistelbachi járásában. 2021 januárjában 7342 lakosa volt. 

## Elhelyezkedése

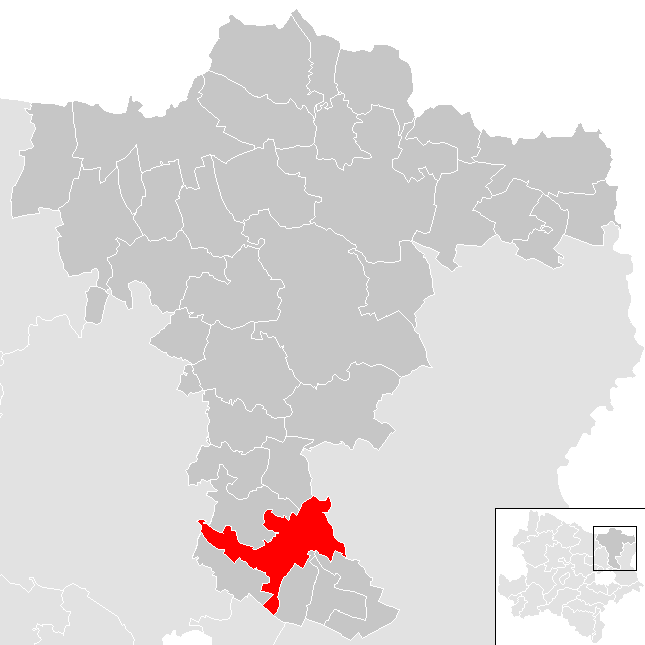
Wolkersdorf im Weinviertel a Mistelbachi járásban

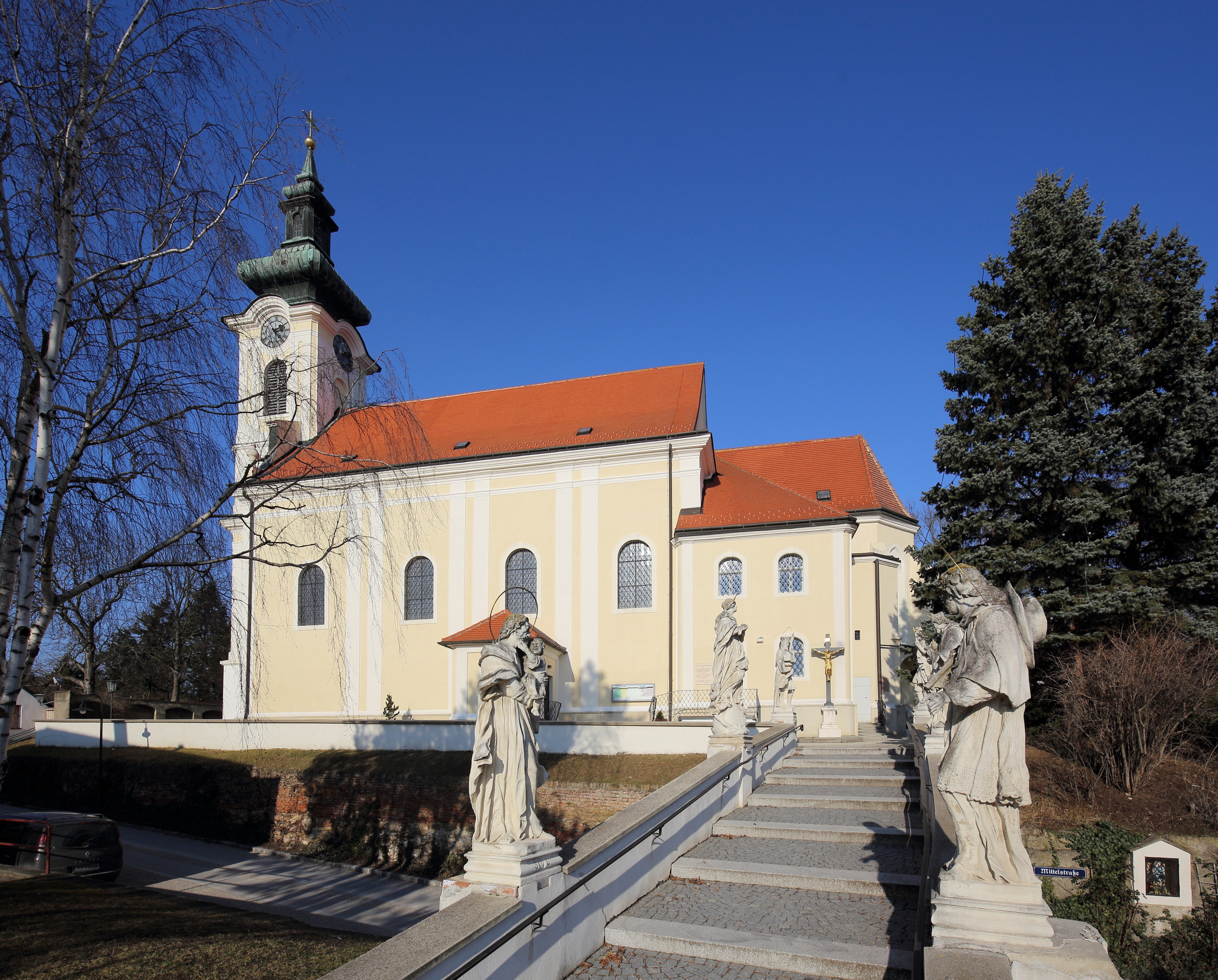
A Szt. Margit-plébániatemplom

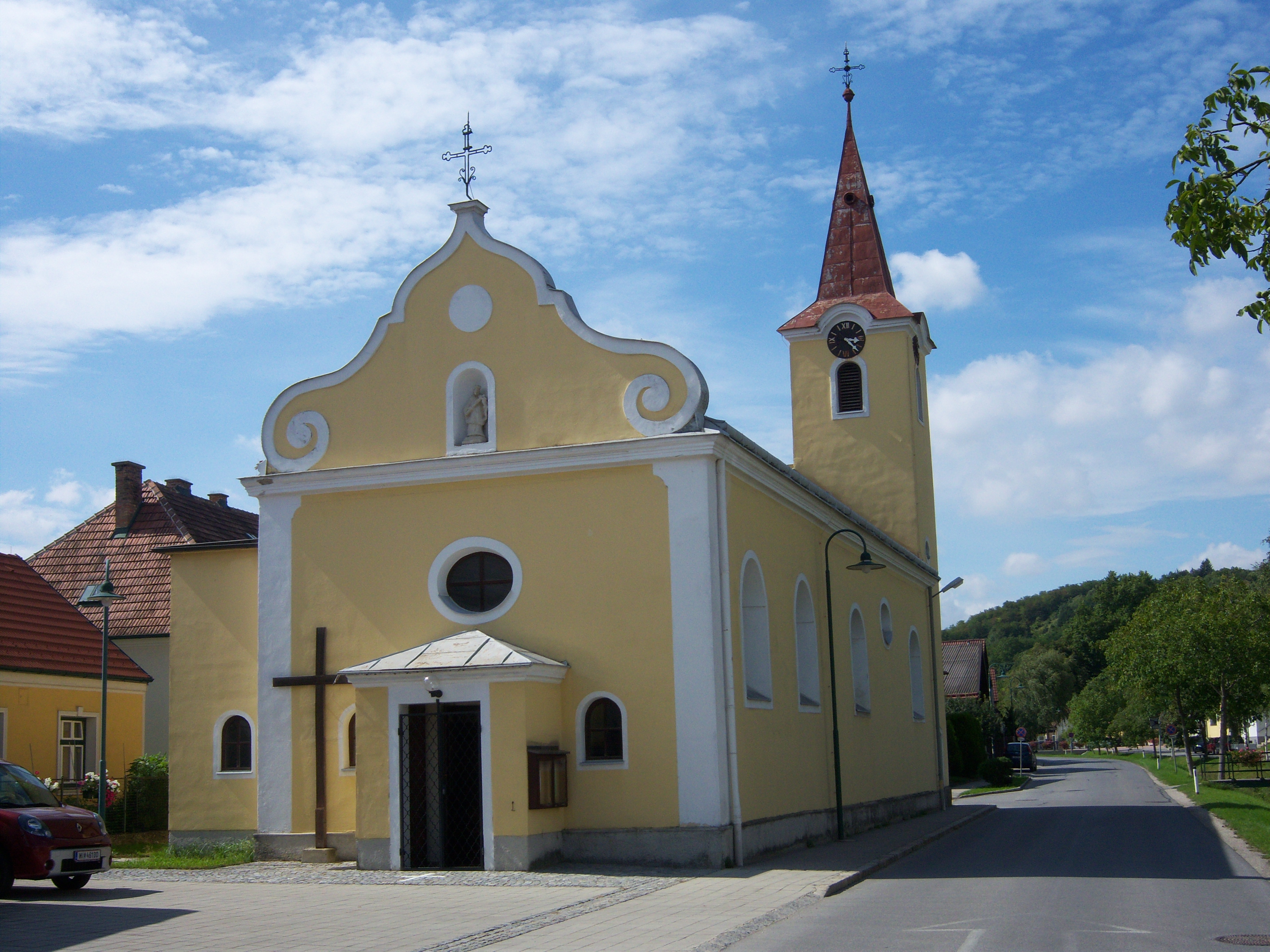
A Nepomuki Szt. János-plébániatemplom

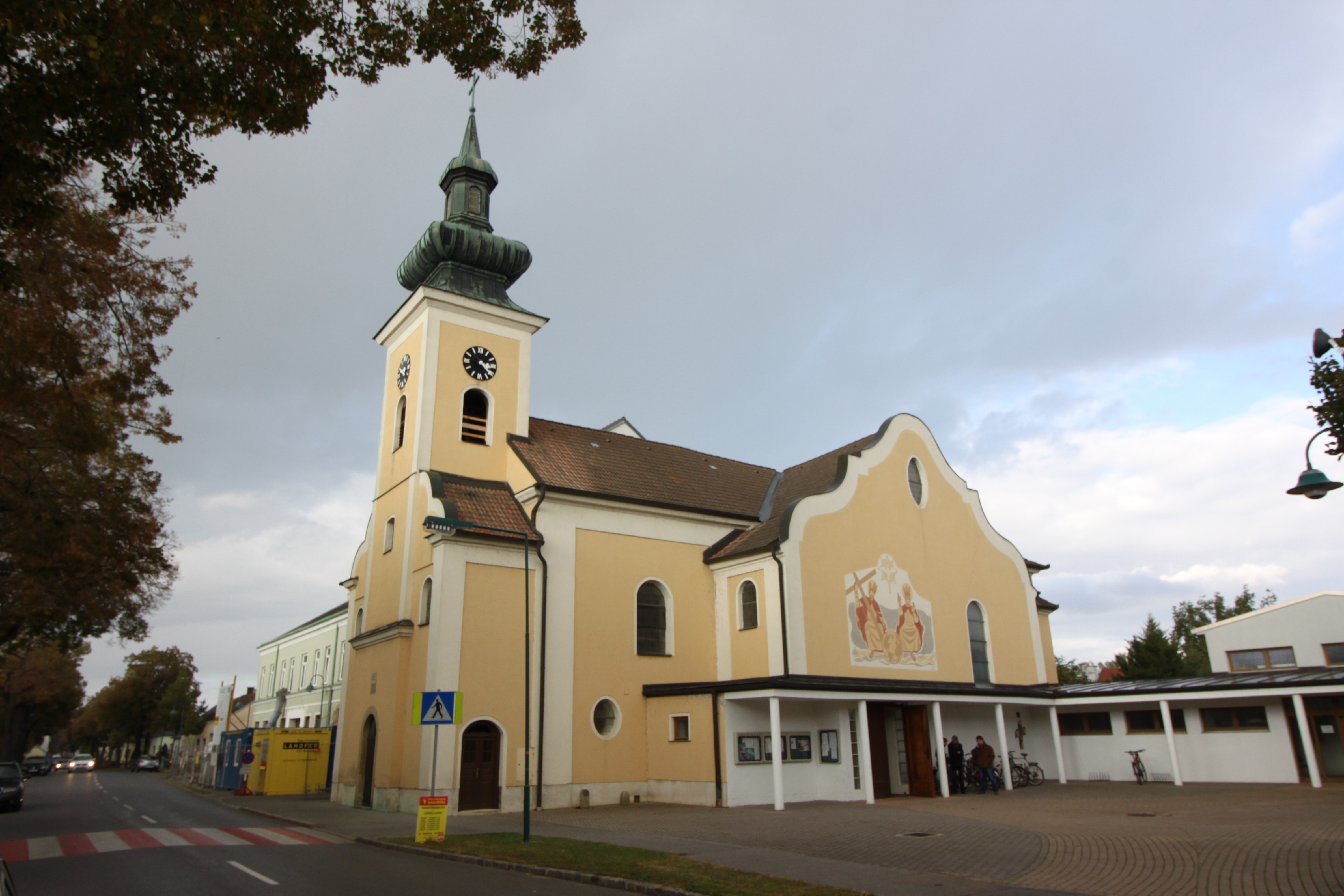
A Szt. Antal-plébániatemplom

Wolkersdorf im Weinviertel a tartomány Weinviertel régiójában fekszik a Russbach folyó mentén. Területének 41,2%-a erdő (nagyrészt a Hochleithenwald, a régió legnagyobb gyertyános-tölgyese), 39% áll mezőgazdasági művelés alatt. Az önkormányzat 5 települést, illetve településrészt egyesít: Münichsthal (749 lakos 2021-ben), Obersdorf (1599), Pfösing (204), Riedenthal (415) és Wolkersdorf im Weinviertel (4375).
A környező önkormányzatok: északnyugatra Ulrichskirchen-Schleinbach, északra Hochleithen, északkeletre Bad Pirawarth, keletre Groß-Schweinbarth, délkeletre Auersthal és Bockfließ, délre Pillichsdorf és Gerasdorf, délnyugatra Großebersdorf, nyugatra Harmannsdorf.

## Története
Wolkersdorf első, bizonytalan említése 1170-ből való, nagyjából száz évvel alapítása után. 1186-ban azonban már bizonyosan szerepel az írott forrásokban. Nevét feltehetően a frankóniai Wolkersdorfról kapta, ahonnan az első telepesek érkeztek (hasonlóan a közeli Mistelbachhoz vagy Falkensteinhez).
Vára az évszázadok folyamán többször gazdát cserélt. Egy rövid ideig vadászkastélyként is használták, ma az önkormányzat tulajdona. Wolkersdorf a Bécs-Prága útvonalon fekszik, ennek megfelelően posta- és áruforgalma (elsősorban a borkereskedelme, kisebb mértékben textil- és sókereskedelme volt jelentős) mindig is magas volt. 
A napóleoni háborúk alatt, 1809 májusában I. Ferenc császár egy rövid ideig a wolkersdorfi parókián lakott és itt adta ki a wolkersdorfi jegyzéket, miszerint nem fog aláírni olyan békét Napóleonnal, amelyben lemondana Tirolról. A znaimi béke azonban hamarosan felülírta a jegyzék tartalmát. A wagrami csata után, 1809. július 7-10 között Napóleon kvártélyozta be magát a kastélyba. 1848-ban a forradalmár Ernst Franz Salvator von Violand élt egy darabig a településen, míg el nem kellett menekülnie.
1870-ben az Ostbahn megépülésével Wolkersdorfot csatlakoztatták a vasúti hálózathoz; mivel Bécsből könnyen elérhetővé vált, gazdasága és lakossága hamarosan gyors gyarapodásnak indult. 1874-ben a híres színműíró, Ludwig Anzengruber az itteni Arany Strucchoz címzett fogadóban írta Der G'wissenswurm c. komédiáját.
A második világháború végén, 1945. március 20-án légitámadás érte Wolkersdorfot, melyben 30 civil vesztette életét. Április 12-én a szovjetek utcai harcokban szorították ki az Ulrichskirchen felé visszavonuló német katonákat a településről a németek hat hidat felrobbantottak. A riedenthali összecsapásokban 13 német és kb. 20 szovjet katona esett el. A háború után a Brnóból kiűzött németek halálmenetének 27 áldozatát is egy helyi tömegsírban temették el. 
1969-ben Wolkersdorf mezővárost városi rangra emelték. A mai önkormányzat 1969-1972 között jött létre a környező községek csatlakozásával.

## Lakosság
A Wolkersdorf im Weinviertel-i önkormányzat területén 2021 januárjában 7342 fő élt. A lakosságszám 1961 óta gyarapodó tendenciát mutat. 2019-ben az ittlakók 90,5%-a volt osztrák állampolgár; a külföldiek közül 1,7% a régi (2004 előtti), 2,8% az új EU-tagállamokból érkezett. 3% az egykori Jugoszlávia (Szlovénia és Horvátország nélkül) vagy Törökország, 2% egyéb országok polgára volt. 2001-ben a lakosok 85,6%-a római katolikusnak, 1,4% evangélikusnak, 3,5% mohamedánnak, 7,4% pedig felekezeten kívülinek vallotta magát. Ugyanekkor 3 magyar élt a városban; a legnagyobb nemzetiségi csoportot a németek (93,6%) mellett a törökök alkották 1,8%-kal. 
A népesség változása:

| 2016 | 7 067 |
| 2018 | 7 201 |

## Látnivalók
- a wolkersdorfi kastély

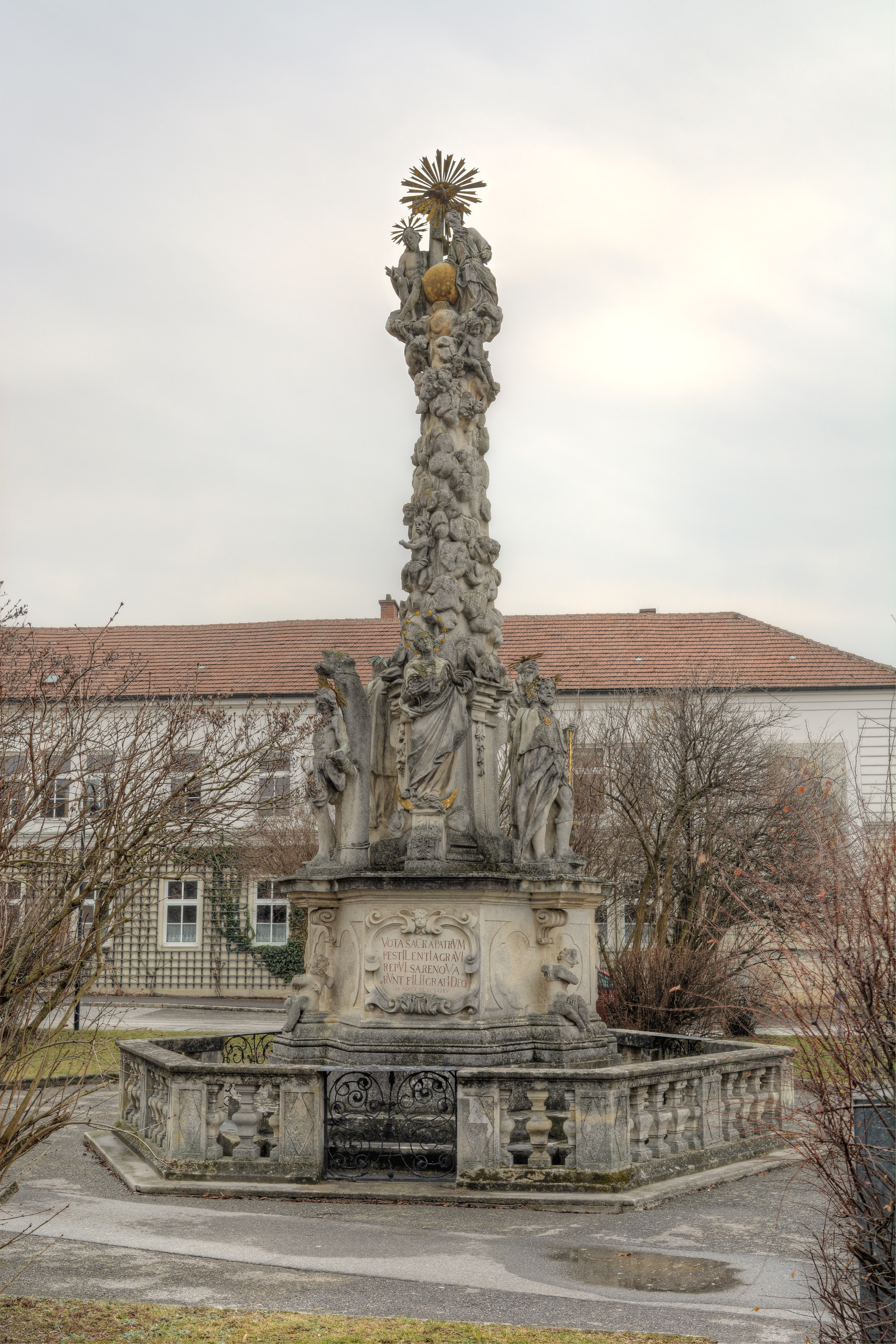
A Szentháromság-oszlop

- a wolkersdorfi Szt. Margit-plébániatemplom
- a münichsthali Nepomuki Szt. János-plébániatemplom
- az obersdorfi Szt. Antal-plébániatemplom
- a riedenthali Xavéri Szt. Ferenc-templom
- az 1714-ben emelt Szentháromság-oszlop

## Híres wolkersdorfiak
- Bernhard Kohl (1982-) kerékpárversenyző

## Fordítás
- Ez a szócikk részben vagy egészben  a   Wolkersdorf im Weinviertel című német Wikipédia-szócikk ezen változatának fordításán alapul.  Az eredeti cikk szerkesztőit annak laptörténete sorolja fel. Ez a jelzés csupán a megfogalmazás eredetét és a szerzői jogokat jelzi, nem szolgál a cikkben szereplő információk forrásmegjelöléseként.